# Jacques de La Guépière
 (mars 2020).
Si vous disposez d'ouvrages ou d'articles de référence ou si vous connaissez des sites web de qualité traitant du thème abordé ici, merci de compléter l'article en donnant les références utiles à sa vérifiabilité et en les liant à la section « Notes et références ».
Jacques de La Guépière est un architecte français né en 1669 et mort en 1734.

## Biographie
Vers 1720, pour la duchesse du Maine, dans le Jardin de la Ménagerie de son domaine de Sceaux, Jacques de La Guépière construit un élégant pavillon, constitué de plusieurs salons, celui du centre surmonté d’un dôme et agrémenté de terrasses bordées de balcons en fer forgé. Seul le soubassement de terre de cet édifice subsiste aujourd’hui. 
Il travaille entre 1702 et 1715 à l'agrandissement et à l'achèvement du château de Bercy, construit par François Le Vau sur l'actuelle commune de Charenton-le-Pont, pour Charles-Henri Malon, intendant des Finances.
En 1712, il effectue des transformations à l’hôtel de la Ferté, rue de Richelieu, à Paris. Il travaille à l'abbaye Sainte-Geneviève (actuel lycée Henri-IV).
Contrôleur général des Bâtiments, La Guépière devient contrôleur des Ponts et Chaussées en 1716. Il édifie en 1728 le Pont-du-Roi, dit aussi des Belles Fontaines, à Juvisy-sur-Orge (Essonne). Ce pont, qui se situe sur l'actuelle route nationale 7, enjambe l'Orge et est toujours utilisé.

## Œuvres
- Château de Bercy (Plan du Château de Bercy et des Batimens qui en dépendent Situé près Paris sur le Bord de la Rivierre de Seine appartenant à M. C. h. Malon Marquis de Bercy. Le Château a été Bâti sur le dessin du S.r Levau et les Bâtiments des Basse cours sur ceux de Mr De la Guépierre Architecte du Roy En ligne)